# Gryllotalpa nymphicus
Gryllotalpa nymphicus is een rechtvleugelig insect uit de familie veenmollen (Gryllotalpidae). De wetenschappelijke naam van deze soort is voor het eerst geldig gepubliceerd in 2012 door Tan.